# Le Lac Majeur
"Le Lac Majeur" is een Franstalig nummer van de Amerikaanse muzikant Mort Shuman. Het verscheen op zijn album Amerika uit 1972. Dat jaar werd het uitgebracht als de eerste single van het album.

## Achtergrond
"Le Lac Majeur" is geschreven door Shuman, met tekst van Étienne Roda-Gil, en is geproduceerd door Thierry Vincent en Jean-Claude Petit. Het nummer gaat over Michail Bakoenin, die op 13 juli 1874 in Minusio, gelegen aan het Lago Maggiore (Lac Majeur in het Frans), vuurwerk afgestoken zou hebben als eerbetoon aan zijn vrouw. In de openingsregel wordt gesproken over sneeuw, waarmee het bijbehorende as wordt bedoeld.
Met een lengte van bijna vijfenhalve minuut wilden radiostations "Le Lac Majeur" oorspronkelijk helemaal niet draaien. Pas na vele verzoeken van luisteraars begonnen de stations het toch te spelen. Het werd een nummer 1-hit in Frankrijk, net als in de Nederlandse Top 40, de Daverende Dertig en een voorloper van de Waalse Ultratop 50. In een voorloper van de Vlaamse Ultratop 50 bleef de single steken op de zevende plaats.
Shuman nam "Le Lac Majeur" ook in een aantal andere talen op: in het Italiaans met de titel "Il Lago Maggiore" en in het Duits met de titel "Lago Maggiore im Schnee" (Lago Maggiore in de sneeuw). In 1973 werd de Italiaanse versie door Wess Johnson en de Duitse versie door Vicky Leandros gecoverd. In 1997 zette de Malinese zanger Salif Keïta een cover van de originele versie op zijn album Sosie.

## Hitnoteringen

### Nederlandse Top 40
| Hitnotering: 17-03-1973 t/m 26-05-1973 | Hitnotering: 17-03-1973 t/m 26-05-1973 | Hitnotering: 17-03-1973 t/m 26-05-1973 | Hitnotering: 17-03-1973 t/m 26-05-1973 | Hitnotering: 17-03-1973 t/m 26-05-1973 | Hitnotering: 17-03-1973 t/m 26-05-1973 | Hitnotering: 17-03-1973 t/m 26-05-1973 | Hitnotering: 17-03-1973 t/m 26-05-1973 | Hitnotering: 17-03-1973 t/m 26-05-1973 | Hitnotering: 17-03-1973 t/m 26-05-1973 | Hitnotering: 17-03-1973 t/m 26-05-1973 | Hitnotering: 17-03-1973 t/m 26-05-1973 | Hitnotering: 17-03-1973 t/m 26-05-1973 |
| Week                                   | 1                                      | 2                                      | 3                                      | 4                                      | 5                                      | 6                                      | 7                                      | 8                                      | 9                                      | 10                                     | 11                                     |                                        |
| -------------------------------------- | -------------------------------------- | -------------------------------------- | -------------------------------------- | -------------------------------------- | -------------------------------------- | -------------------------------------- | -------------------------------------- | -------------------------------------- | -------------------------------------- | -------------------------------------- | -------------------------------------- | -------------------------------------- |
| Nummer                                 | 15                                     | 5                                      | 2                                      | 1                                      | 1                                      | 1                                      | 3                                      | 4                                      | 9                                      | 13                                     | 35                                     | uit                                    |

### Daverende Dertig
| Hitnotering: 17-03-1973 t/m 19-05-1973 | Hitnotering: 17-03-1973 t/m 19-05-1973 | Hitnotering: 17-03-1973 t/m 19-05-1973 | Hitnotering: 17-03-1973 t/m 19-05-1973 | Hitnotering: 17-03-1973 t/m 19-05-1973 | Hitnotering: 17-03-1973 t/m 19-05-1973 | Hitnotering: 17-03-1973 t/m 19-05-1973 | Hitnotering: 17-03-1973 t/m 19-05-1973 | Hitnotering: 17-03-1973 t/m 19-05-1973 | Hitnotering: 17-03-1973 t/m 19-05-1973 | Hitnotering: 17-03-1973 t/m 19-05-1973 | Hitnotering: 17-03-1973 t/m 19-05-1973 |
| Week                                   | 1                                      | 2                                      | 3                                      | 4                                      | 5                                      | 6                                      | 7                                      | 8                                      | 9                                      | 10                                     |                                        |
| -------------------------------------- | -------------------------------------- | -------------------------------------- | -------------------------------------- | -------------------------------------- | -------------------------------------- | -------------------------------------- | -------------------------------------- | -------------------------------------- | -------------------------------------- | -------------------------------------- | -------------------------------------- |
| Nummer                                 | 15                                     | 5                                      | 1                                      | 1                                      | 1                                      | 1                                      | 3                                      | 4                                      | 7                                      | 15                                     | uit                                    |

### NPO Radio 2 Top 2000
| Nummer met noteringen in de NPO Radio 2 Top 2000 | '01  | '02  | '03  | '04  | '05  | '06  | '07 | '08  |
| ------------------------------------------------ | ---- | ---- | ---- | ---- | ---- | ---- | --- | ---- |
| Le Lac Majeur                                    | 1492 | 1691 | 1768 | 1657 | 1591 | 1768 | -   | 1901 |

1. ↑  Een '-' betekent dat het nummer niet was genoteerd en een vetgedrukt getal geeft de hoogste notering aan.
2. ↑  2001 was het eerste jaar met een notering voor dit nummer.
3. ↑  Deze tabel is bijgewerkt tot en met de laatste editie (2024).